# GB Railfreight
GB Railfreight est une entreprise ferroviaire britannique spécialisée dans le transport de fret.  C'était une filiale du groupe First, intégré ensuite, en 2010, dans Europorte, filiale de Getlink, ex-groupe EuroTunnel.

## Services
Cette société exploite différents types de trafic de marchandises :
- transport de courrier entre Londres, Warrington et l'Écosse ;
- trafic intermodal sur les relations Felixstowe-Hams Hall et Felixstowe-Excel
- transport de gypse dans le nord de l'Angleterre ;
- trains de maintenance de l'infrastructure dans les régions de l'East Anglia et du Sud-Est de l'Angleterre ;
- mouvements de matériel vide ;
- livraisons de matériel pour le compte d'Angel Trains ;
- Maintenance et exploitation de chasse-neige dans les régions de l'East Anglia et du Sud-Est de l'Angleterre ;
- traction de trains de travaux pour  Metronet sur les lignes 9 et 12 du métro de Londres.

## Détail du parc de matériel moteur

### Locomotives
| Classe    | Type              | Mise en service | Disp. des essieux | Nombre en service | Locomotives en service     | Locomotives garées |
| --------- | ----------------- | --------------- | ----------------- | ----------------- | -------------------------- | ------------------ |
| Classe 08 | Locotracteur      | 1953            | 0-6-0             | 2                 | 08451/885                  | -                  |
| Classe 47 | Diesel            | 1963            | Co-Co             | 1                 | 47840                      | -                  |
| Classe 66 | Diesel            | 2002            | Co-Co             | 17                | 66701-717                  | -                  |
| Classe 73 | Diesel-électrique | 1966            | Bo-Bo             | 5                 | 73204-206/208/209          | 73203/207          |
| Classe 87 | Électrique        | 1973            | Bo-Bo             | 6                 | 87006/012/019/022 /026/028 | 87002/013/014      |

### Rames automotrices
| Classe     | Type       | Mise en service | Composition    | Nombre en service | Rames en service | Rames garées  |
| ---------- | ---------- | --------------- | -------------- | ----------------- | ---------------- | ------------- |
| Classe 325 | Électrique | 1996            | 4-caisses      | 16                | 325001-325016    |               |
| Classe 488 | Électrique | 1973            | 2 ou 3-caisses | 0                 | -                | 8208, 8312/15 |
| Classe 489 | Électrique | 1959            | 1-caisse       | 0                 | -                | 9105/06       |